# Чуєш, брате мій (Журавлі)
«Журавлі́» («Чу́єш, бра́те мій», «Ви́диш, бра́те мій») — стрілецька пісня на вірш Богдана Лепкого «Журавлі», яку вважають народною. Музику до пісні написав Левко Лепкий.

## Історія
Поезія Богдана Лепкого написана у Кракові 1910 року. Ось що розповідає про це сам автор:
|  | «Я вертав з театру, з драми Виспянського «Ніч листопадова», під ногами шелестіло пожовкле листя, а над головою лунали крики відлітаючих журавлів. Вірш склався немов сам із себе, без мойого відома і праці. До його підібрав музику мій брат, Лев Лепкий, січовий стрілець, і ця композиція стала улюбленою стрілецькою піснею...» |

Журавлі асоціювалися з польськими повстанцями, що піднялися на боротьбу проти іноземного гніту в листопаді 1830 року, а також із знедоленими українцями, що мусили покидати рідний край.
Поезія «Видиш, брате мій» вперше надрукована в жовтні 1912 року у львівському літературно-мистецькому часописі «Неділя». А вже 1915 року у Відні Богдан Лепкий видав збірочку творів, присвячених українським січовим стрільцям, де на с. 11 вміщено текст і мелодію пісні «Видиш, брате мій», а під піснею малюнок з убитим стрільцем. Вже у цій збірці в одних випадках січові стрільці співають цю пісню над убитим своїм товаришем «Видиш, брате мій», в інших — «Чуєш, брате мій».
Обробку пісні здійснили кілька композиторів, зокрема Олександр Кошиць та Кирило Стеценко.
Український письменник Юрій Смолич у романі «Реве та стогне Дніпр широкий» згадує, як у 1917 році в Києві пісню «Журавлі» співали в «концентраційному таборі за колючим дротом»,
|  | «співали військовополонені галичани, щойно повернувшися зі своїх каторжних робіт: дробили каміння на бруківку біля Ланцюгового мосту. Свою пісню вони заспівували щовечора, ніч у ніч, і була це неначе вечірня молитва перед тим, як відійти до сну. Вони співали її от уже котрий день, котрий місяць і не перший рік. І була це навіть не пісня, а молитви благання: поклик о поміч! ...Цю пісню вже добре знали на Печерську. І коли зринала вона з провалля під Черепановою горою, по всіх печерських садах, по схилах і горбах від Кловської до Косого капоніра, всі інші співи враз ущухали. Люди слухали сумної мелодії та трагічних слів і журилися разом із піснярами над гіркою долею». |

Орієнтовно від 1915 року використовується як «галицька похоронна» пісня, спочатку при похоронах Січових стрільців, вояків Української галицької армії, опісля й інших галичан, особливо визначних і творчих особистостей (музикантів, артистів, літераторів тощо)[джерело?].

###### Образ пісні
Образний зміст “Журавлів” підпорядковується зображенню гострих соціальних явищ, які мали місце в історії нашої держави на початку XX ст., зокрема, це поразка визвольних змагань, еміграція та туга за втраченою Батьківщиною. 
Через яскраві символічні художні образи («журавлі», «море», «діалог з братом») автор слів Богдан Лепкий, змальовує картину прощання з рідним краєм, особисту та суспільну трагедію. Образність твору тісно пов'язана із українською народною міфологією та світоглядом. Центральний образ пісні - “журавлі” у творі Лепких асоціюється із людиною, яка змушена покинути назавжди “рідне гніздо” та Батьківщину.  
У світогляді українців «журавель» є священним птахом, що символізує вірність. Варто зауважити, що вираз “відлетіти у вирій”, як оспівується у пісні, в народній поетиці означає смерть людини, адже, значну кількість українців під час еміграції чекали важкі випробування і навіть загибель. 
Образ “журавля” вдало зображено автором музики Левком Лепким, фраза “кру-кру-кру...”, яка лунає на одному звуці, вдало імітує затихаючий назавжди у вирії журавлиний клекіт. Сіра осіння мряка, яка ховає “слід по журавлях” та звукозображальність підкреслюють трагічний образ твору.
Важливим у пісні є образ “моря”. В українських народних піснях, море, річка чи будь-яка водойма, найчастіше, символізують пройдений час, або далеку мандрівку. У творі братів Лепких “море” підкреслює важкість “безкінечного” шляху, який здолають не всі («крилонька зітру») та символізує перехід у іншу невідому реальність. 
Наступним цікавим художньо-семантичним літературним прийомом є діалог між братами. Можна припустити, що персонажі спілкуються не тільки як брати, а як товариші, побратими по зброї, земляки та однодумці. В хоровій обробці К. Стеценка ефекту «діалог між братами» композитор добивається використовуючи поліфонічний фактурний прийом імітаційної поліфонії. 
Музика “Журавлів” Левка Лепкого має стилістичну спорідненість з українськими народними піснями, можливо саме цим і пояснюється велика популярність цього твору. Композитор використовує характерні для народного мелосу, а саме, притаманні для журливих пісень, елементи музичної мови, зокрема: мелодичне оспівування терцевого інтервалу, яке зображує схлипування та плач; притаманну діатонічну гармонію; ритміку та ладовість. 

## Текст пісні
Видиш, брате мій,

Товаришу мій,

Відлітають сірим шнурком

Журавлі у вирій.

Приспів

Кличуть: кру-кру-кру,

В чужині умру,

Заки море перелечу,

Крилонька зітру,

Крилонька зітру.

Мерехтить в очах

Безконечний шлях,

Гине, гине в синіх хмарах

Слід по журавлях.

Приспів

Чути: кру-кру-кру,

В чужині умру,

Заки море перелечу,

Крилонька зітру,

Крилонька зітру.
Ще не вмерла Україна. Співанник з великих днїв / Впорядкував і рисунками прикрасив Б. Лепкий. Відень : Українська Культурна Рада, 1916. С. 57—58. 65 с.

## Виконавці
Пісня перекладена різними мовами, її виконували і виконують розмаїті хори, знамениті співаки, зокрема:
- Дмитро Гнатюк,
- Василь Жданкін,
- Квітка Цісик (альбом «Два кольори»),
- Анатолій Солов'яненко,
- Рената Бабак,
- Борис Гмиря,
- Іван Козловський,
- Володимир Вермінський
- чоловічий хор «Журавлі» (Польща),
- Хорова капела імені Олександра Кошиця (Канада),
- Український національний квартет (Михайло Гребінецький, Іван Давиденко, Клим Щит, Петро Ординський) (США),
- Національний заслужений академічний народний хор України імені Григорія Верьовки,
- Національна заслужена академічна капела України «Думка»,
- квартет «Акорд»,
- «Один в каное» та інші.